# Piana Crixia
Piana Crixia é uma comuna italiana da região da Ligúria, província de Savona, com cerca de 816 habitantes. Estende-se por uma área de 29 km², tendo uma densidade populacional de 28 hab/km². Faz fronteira com Castelletto Uzzone (CN), Dego, Merana (AL), Pezzolo Valle Uzzone (CN), Serole (AT), Spigno Monferrato (AL).

## Demografia
| Variação demográfica do município entre 1861 e 2011                               |
|                                                                                   |
| Fonte: Istituto Nazionale di Statistica (ISTAT) - Elaboração gráfica da Wikipedia |